# Herbert Hoffmann
Herbert Hoffmann (Freienwalde in Pommern, 1919. december 30. – Heiden, 2010. június 30.) német tetoválóművész és fotográfus.

## Fiatal évei
Hoffmann Freienwaldéban és Berlin Charlottenburg negyedében nőtt fel egy jómódú polgári hentescsalád tagjaként. Kereskedelmi iskolát végzett Stettinben, majd ezután kereskedősegédként dolgozott. 1939. április 1-jén behívták a Wehrmachthoz birodalmi munkaszolgálatra. A II. világháborúban 1941-től katonaként a szovjet frontokon harcolt. Majd a német kapituláció, 1945. május 8. után hadifogságba került és Rigába vitték. Itt megismerkedett a helyi német kisebbség egyik tagjával, akinek a bal alkarján egy tengerész tetoválás volt (egy szív, egy kereszt és egy horgony), amely felkeltette Hoffmann érdeklődését és ez lett az első mintája is. (A minta jelentése: "Glaube-Liebe-Hoffnung" – "Hit-Szeretet-Remény".)

## Pályafutása tetoválóként
Miután 1949-ben visszatért Németországba Wiesbadenben és Düsseldorfban kezdett dolgozni, mint hirdetésszervező. Ekkor készültek első tetoválásai is, az első minta egy a bal alkarjára készített horgony volt, éppen mint amit Rigában először látott. Ezután Hoffmann beutazta Németországot és Európát és többek között a hamburgi Christian Warlich, a koppenhágai Tatovör Ole és a rotterdami Alber Cornelissen is tetováltak rá. Ő maga először ezután vett tűt a kezébe és az utcán leszólított embereken kezdett dolgozni.

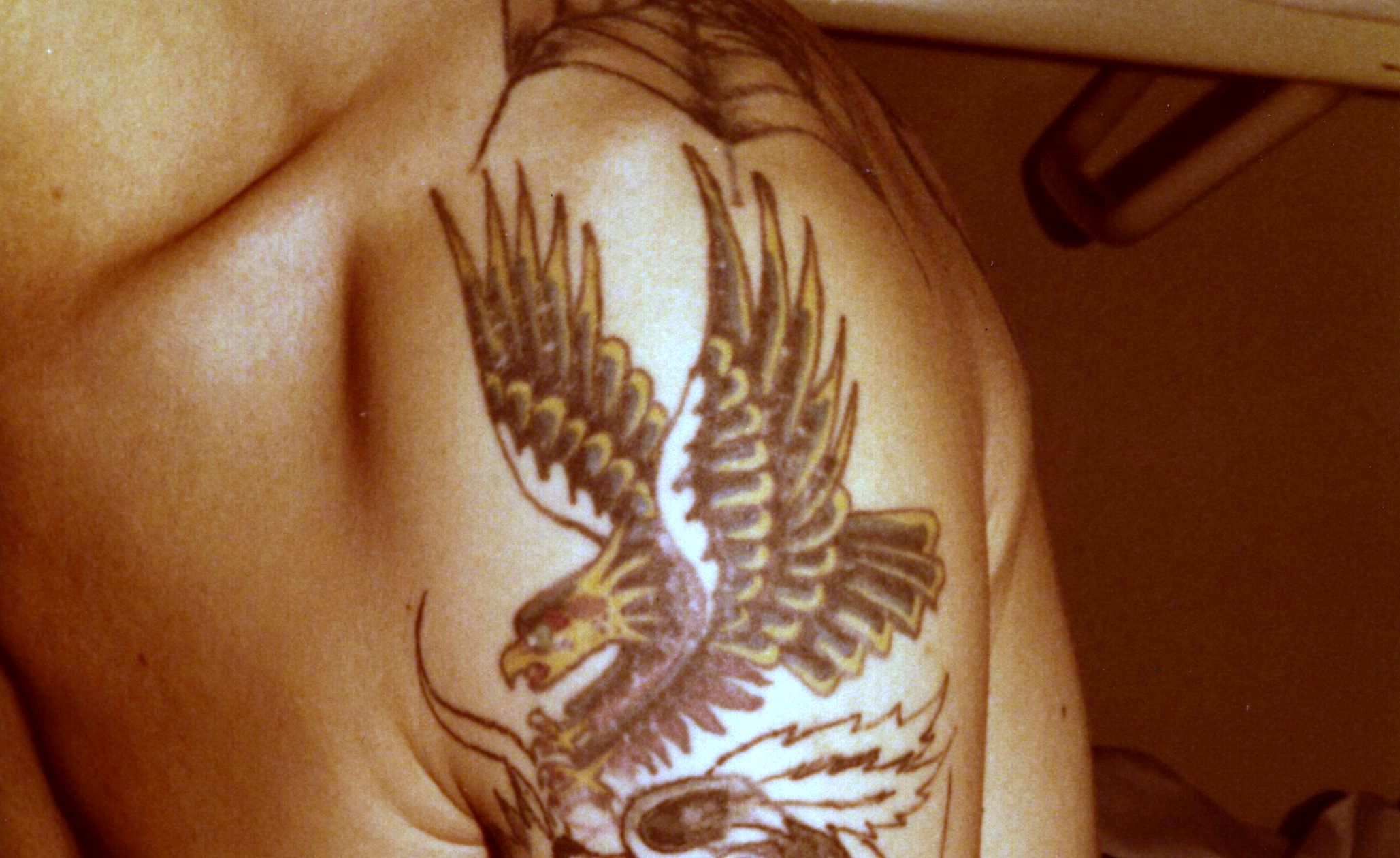
Hoffmann egyik munkája 1973-ból (Manfred Kohrs tetováló karján)

1960-ban Hoffmann megpróbálta megnyitni a saját tetoválószalonját Düsseldorfban, de ez meghiúsult, mert nem kapott rá engedélyt. Az indoklás a következő volt: "Ez nem munka!". 1961-ben megvásárolta Paul Holzhaus tetováló üzletét Hamburg St. Pauli negyedében, a Berg utca 8. szám alatt. Christian Wahrlich 1964-es halála után Hoffmann üzlete maradt az egyetlen profi tetováló stúdió Hamburgban, amelynek az Älteste Tätowierstube in Deutschland nevet adta, ami annyit tesz A legrégebbi tetoválóhelyiség Németországban.
Hoffmann sokat dolgozott a tetoválás társadalmi elfogadtatásán, 1963-ban Robert Lembke meghívta őt a Was bin ich? (Mi vagyok én?) című híres televíziós műsorába. Ennek ellenére 1977-ben a hannoveri tetováló Manfred Kohrs kezdeményezését, miszerint az akkori 14 hivatásos németországi tetováló alapítson egyesületet, kategorikusan elutasította.
1980-ban Hoffmann vásárolt egy házat a svájci Heiden városában és áttette ide az üzletét, 1981-ben pedig élettársával végleg ideköltözött.
Az 1990-es évek közepén a tetoválás műfaja fellendült és egyre több nem tetovált ember kezdett tetováló találkozókat látogatni. Herbert Hoffmannt tiszteletbeli vendégként gyakran meghívták ezekre a rendezvényekre, amelyeket haláláig szívesen látogatott.
A 65000 példányban havonta megjelenő német TätowierMagazin nevű lapban Hoffmann írásai és munkái külön részt kaptak. 2008-ban a Huber Verlag ezekből a munkákból, a szerzővel közös válogatás után, egy albumot adott ki, amelynek címe „Herbert Hoffmann Tattooing – Traditionelle Tattoo-Motive“.

### Pályafutása fotósként
Hoffmann nem csak tetovált, hanem fotózott is. Az 1950-es és 70-es évek között időszak fotóiból olyan archívumot állított össze, amelyben mindenféle társadalmi rétegből származó tetováltakat ábrázoló fotók szerepelnek. Ezeket a felvételeket már többször kiállították, 2004 óta pedig az archívumot a Lehmann testvérek galériája gondozza.

## Dokumentumfilm
A német-svájci "Flammend' Herz" (Lángoló szív) című dokumentumfilmben Andrea Schuler és Oliver Ruts többek között Herbert Hoffmann történetét is elmesélik.

## Albumok a munkáiból
- Tradtitionelle Tattoo-Motive, Huber Verlag, Mannheim, 1. Auflage 2008 (zusammen mit Dirk-Boris Rödel), ISBN 978-3-927896-27-7
- Motivtafeln – Hamburger Tätowierungen von 1950 bis 1965, Ventil Verlag, 2000, ISBN 978-3-930559-76-3
- Bilderbuchmenschen. Tätowierte Passionen 1878-1952, Memoria Pulp Verlag, 1. Auflage 2002, ISBN 978-3-929670-33-2

## Fordítás
- Ez a szócikk részben vagy egészben  a   Herbert_Hoffmann_(Tätowierer) című német Wikipédia-szócikk ezen változatának fordításán alapul.  Az eredeti cikk szerkesztőit annak laptörténete sorolja fel. Ez a jelzés csupán a megfogalmazás eredetét és a szerzői jogokat jelzi, nem szolgál a cikkben szereplő információk forrásmegjelöléseként.